# Eduard Meysel
Heinrich Eduard Meysel, auch Mäusel (* 5. März 1815 in Plauen im Vogtland; † 3. Februar 1892 in Berlin) war ein deutscher Schauspieler und Theaterdirektor.

## Leben
Meysel, Sohn des später in Bitterfeld tätigen Barbiers und Chirurgen Johann Gottlob Meysel, lernte zunächst selbst den Beruf des Barbiers und debütierte 1838 am Liebhabertheater Urania in Berlin. Er war dann als Komiker in Posen und in Frankfurt an der Oder engagiert, wo er in den 1850ern zum Direktor des Stadttheaters avancierte. Im Jahr 1859 ging er zurück nach Berlin, kaufte von Carli Callenbach (1809–1875) das Callenbach-Theater in der Chausseestraße 26/27 und setzte den Betrieb im nunmehrigen Meysel’schen Sommer-Theater mit einem Programm aus volkstümlichen Possen und Operetten fort. 1865 verkaufte er sein Theater an Arthur Woltersdorff.
Von 1866 bis 1868 war er Direktor des Stadttheaters in Stralsund und von 1868 bis 1873 Direktor des Theaters Neustrelitz. Es folgten Tätigkeiten in den USA, so als Direktor und Regisseur am Concordia Opera House in Baltimore. Zuletzt war er am Thaliatheater in Aachen engagiert und ging 1881 in den Ruhestand.
Eduard Meysel heiratete am 6. November 1838 die Schauspielerin Emilie Pörtzel (1816–1857). Nach der Scheidung heiratete er Auguste Christiane Anna Stolze und nach dem Tod seiner zweiten Frau schließlich in dritter Ehe am 5. Juli 1864 die Schauspielerin Georgine Galster (1841–1917). Unter seinen fünf Kindern waren   Ferdinand Meysel (1858–1933), Gründer der in Berlin populären Stettiner Sänger, und die ebenfalls als Sängerin tätige Tochter Adele Meysel (1867–1943), verheiratete Greensfelder.